# Siddhara
Siddhara (en népalais : सिद्धारा) est un comité de développement villageois du Népal situé dans le district d'Arghakhanchi. Au recensement de 2011, il comptait 8 684 habitants.